# Ґурново
Ґурново (пол. Górnowo) — село в Польщі, у гміні Бане Грифінського повіту Західнопоморського воєводства.
Населення — 146 осіб (2011).
У 1975-1998 роках село належало до Щецинського воєводства.

## Демографія
Демографічна структура станом на 31 березня 2011 року:
|          | Загалом | Допрацездатний вік | Працездатний вік | Постпрацездатний вік |
| -------- | ------- | ------------------ | ---------------- | -------------------- |
| Чоловіки | 78      | 17                 | 51               | 10                   |
| Жінки    | 68      | 16                 | 37               | 15                   |
| Разом    | 146     | 33                 | 88               | 25                   |